# Glanzende veenwants
De glanzende veenwants (Lamproplax picea) is een wants uit de onderfamilie Rhyparochrominae en uit de familie bodemwantsen (Lygaeidae).
De onderfamilie Rhyparochrominae wordt ook weleens als een zelfstandige familie Rhyparochromidae gezien in een superfamilie Lygaeoidea. Lygaeidae is conform de indeling van bijvoorbeeld het Nederlands Soortenregister.

## Uiterlijk
De glanzende veenwants is 4 tot 5,1 mm lang. De bovenkant is donkerbruin en heel glanzend. Het vierde segment van de antenne is lichtbruin en wordt naar het uiteinde toe lichter. De soort is langvleugelig (macropteer) of kortvleugelig (brachypteer), maar dan zijn de vleugels slechts licht verkort.

## Verspreiding en habitat
De soort komt voor in Europa vanaf het zuidelijke deel van Scandinavië tot in de Alpen en van Groot-Brittannië tot in het noordelijke en centrale deel van Rusland. Hij leeft heel verborgen op zure, vochtige tot natte bodem, vaak in hoogveen- en laagveengebieden. De gebieden kunnen open of halfbeschaduwd zijn.

## Leefwijze
Deze wantsen leven op de grond in de strooisellaag of in mossen ( veenmos (Sphagnum) en haarmos (Polytrichum)) onder struikhei (Calluna vulgaris), dophei (Erica), bosbes (Vaccinium), Empetrum of planten uit de cypergrassenfamilie (Cyperaceae). Ze zuigen waarschijnlijk polyfaag op zaden, maar klimmen zelden in de planten. De imago’s overwinteren, de nimfen worden in juni en juli waargenomen, waarna er in augustus een nieuwe volwassen generatie verschijnt.